# Nati il 17 maggio
| Questa pagina contiene informazioni ricavate automaticamente dalle voci biografiche con l'ausilio del template Bio e di un bot. L'aggiornamento è periodico e automatico e ricostruisce completamente la pagina. Se manca una persona in questa lista, sei pregato di non aggiungerla, ma accertati piuttosto che la sua voce biografica contenga il template Bio e che i dati anagrafici siano correttamente compilati. Se il template Bio manca, inseriscilo tu stesso o, in alternativa, metti l'avviso {{tmp\|Bio}} che ne segnala la mancanza. Se i dati riportati sono sbagliati, correggi direttamente la voce biografica; le modifiche saranno visibili in questa lista entro pochi giorni. Per chiarimenti vedi il progetto biografie. La lista contiene solo le 1.151 persone che sono citate nell'enciclopedia e per le quali è stato implementato correttamente il template Bio. Pagina aggiornata al 17 ago 2025. |

## XI secolo(1)
- 1065 - Egilberto di Bamberga, vescovo cattolico tedesco († 1146)

## XII secolo(1)
- 1155 - Jien, poeta, monaco buddista e storico giapponese († 1225)

## XIV secolo(2)
- 1332 - Carlo II di Navarra, sovrano († 1387)
- 1338 - Niccolò II d'Este, marchese († 1388)

## XV secolo(7)
- 1430 - Bartolommeo Scala, storico, letterato e politico italiano († 1497)
- 1443 - Edmondo Plantageneto, conte di Rutland, nobile inglese († 1460)
- 1451 - Antonio Fiorentino della Cava, architetto e ingegnere italiano († 1522)
- 1474 - Isabella d'Este, nobile, mecenate e collezionista d'arte italiana († 1539)
- 1497 - Niccolò Tribolo, architetto e scultore italiano († 1550)
- 1500 - Luisa Borgia, nobile italiana († 1553)
- 1500 - Federico II Gonzaga, nobile e collezionista d'arte italiano († 1540)

## XVI secolo(5)
- 1519 - Gasparo Scaruffi, economista italiano († 1584)
- 1551 - Martin Delrio, umanista e teologo fiammingo († 1608)
- 1576 - Giovanni Matteo Adami, gesuita e missionario italiano († 1633)
- 1584 - Giovanni Giacomo Hesso, santo svizzero († 1639)
- 1587 - Esaias van de Velde, pittore e incisore olandese († 1630)

## XVII secolo(8)
- 1606 - Marco Faustini, impresario teatrale italiano († 1676)
- 1612 - Jan Meyssens, pittore, incisore e editore fiammingo († 1670)
- 1626 - Eleonora Caterina del Palatinato-Zweibrücken-Kleeburg, principessa svedese († 1692)
- 1628 - Ferdinando Carlo d'Austria, conte († 1662)
- 1641 - Pierre Monier, pittore francese († 1703)
- 1658 - Marcus Conrad Dietze, architetto e scultore tedesco († 1704)
- 1673 - Lothar Joseph Dominik von Königsegg-Rothenfels, generale e diplomatico austriaco († 1751)
- 1682 - Bartholomew Roberts, pirata britannico († 1722)

## XVIII secolo(40)
- 1703 - Sebastiano Ceccarini, pittore italiano († 1783)
- 1711 - Agustín de Jáuregui, militare e politico spagnolo († 1784)
- 1713 - Élie Bertrand, teologo, geologo e naturalista svizzero († 1797)
- 1714 - Anna Carlotta di Lorena, badessa († 1773)
- 1721 - Johann August Bach, giurista, storico e filologo tedesco († 1758)
- 1723 - Bianca Laura Saibante, poetessa e letterata italiana († 1797)
- 1724 - Charles Bernardy, ballerino e coreografo belga († 1807)
- 1724 - Dagobert Sigmund von Wurmser, feldmaresciallo austriaco († 1797)
- 1725 - Vivant-François Viénot de Vaublanc, militare francese († 1798)
- 1732 - Johann Carl Gehler, mineralogista e anatomista tedesco († 1796)
- 1732 - Francesco Pasquale Ricci, presbitero, compositore e violinista italiano († 1817)
- 1733 - Giovanni Battista Gallicciolli, filologo, ebraista e storico italiano († 1806)
- 1734 - Yves-Alexandre de Marbeuf, arcivescovo cattolico francese († 1799)
- 1741 - Barthélemy Faujas de Saint-Fond, geologo francese († 1819)
- 1741 - John Penn, politico statunitense († 1788)
- 1749 - Edward Jenner, medico e naturalista britannico († 1823)
- 1758 - Onorato IV di Monaco, principe († 1819)
- 1760 - Johann Friedrich Hugo von Dalberg, compositore, pianista e letterato tedesco († 1812)
- 1762 - Felice Amati, politico italiano († 1843)
- 1763 - Pierre-Auguste Adet, medico, chimico e politico francese († 1834)
- 1764 - Dmitrij Aleksandrovič Zubov, ufficiale russo († 1836)
- 1768 - Carolina di Brunswick, regina († 1821)
- 1768 - Henry William Paget, I marchese di Anglesey, militare e politico britannico († 1854)
- 1776 - Amos Eaton, botanico e educatore statunitense († 1842)
- 1777 - Vincenzo Racchetti, medico, giurista e letterato italiano († 1819)
- 1782 - Christoph Bernoulli, economista e naturalista svizzero († 1863)
- 1782 - Grigorij Ivanovič Gagarin, nobile, diplomatico e poeta russo († 1837)
- 1788 - Orazio Imberciadori, pittore e architetto italiano († 1861)
- 1792 - Anne Isabella Milbanke, nobile, mecenate e matematica britannica († 1860)
- 1794 - Anna Brownell Jameson, storica dell'arte e saggista irlandese († 1860)
- 1795 - Celestino Cavedoni, archeologo e numismatico italiano († 1865)
- 1795 - Joanna Grudzińska, nobildonna polacca († 1831)
- 1795 - Juan Pascual Pringles, militare argentino († 1831)
- 1796 - Giulio Curioni, geologo, paleontologo e funzionario italiano († 1878)
- 1796 - Franz von Schober, poeta, librettista e attore teatrale austriaco († 1882)
- 1797 - Karl Ferdinand von Buol-Schauenstein, politico austriaco († 1865)
- 1797 - Pascual Echagüe, militare e politico argentino († 1867)
- 1797 - Marianne Tromlitz, cantante lirica e pianista tedesca († 1872)
- 1798 - George Don, botanico scozzese († 1856)
- 1800 - Carl Friedrich Zöllner, compositore e direttore di coro tedesco († 1860)

## XIX secolo(157)
- 1801 - Michele Giuliani, chitarrista, compositore e insegnante italiano († 1867)
- 1802 - Miguel de San Román, politico peruviano († 1863)
- 1802 - Louis Vivien de Saint-Martin, cartografo, geografo e storico francese († 1896)
- 1803 - Martinus Rørbye, pittore danese († 1848)
- 1804 - Vincenzo Ricci, politico e magistrato italiano († 1868)
- 1806 - Pascual Madoz, politico spagnolo († 1870)
- 1810 - Jacques Guiaud, pittore francese († 1876)
- 1811 - Giuseppe Maria Maragioglio, vescovo cattolico italiano († 1888)
- 1815 - Rudolf Bollier, giudice, politico e mercante svizzero († 1855)
- 1817 - Henry William Bristow, geologo britannico († 1889)
- 1817 - Pasquale Visocchi, agronomo italiano († 1908)
- 1818 - Antioco Loru, politico italiano († 1898)
- 1820 - Frederick Augustus Genth, mineralogista e chimico tedesco († 1893)
- 1820 - Sergej Michajlovič Solov'ëv, storico russo († 1879)
- 1821 - Sebastian Kneipp, abate e presbitero tedesco († 1897)
- 1821 - Charlotte Sainton-Dolby, contralto, insegnante e compositrice inglese († 1885)
- 1823 - Giulio Hardouin, I duca di Gallese, nobile e militare francese († 1905)
- 1823 - Michelangelo Pantanella, imprenditore italiano († 1897)
- 1825 - Numa Palazzini, patriota, giornalista e politico italiano († 1906)
- 1828 - Otto Andreas Lowson Mørch, naturalista svedese († 1878)
- 1828 - Eberhard II von Waldburg-Wurzach, principe e politico tedesco († 1903)
- 1830 - Frédéric Albert Constantin Weber, botanico francese († 1903)
- 1833 - Benedetto Brin, ingegnere, ammiraglio e politico italiano († 1898)
- 1833 - Jacob Thurmann Ihlen, politico norvegese († 1903)
- 1834 - Pietro Baiocchi, militare e patriota italiano († 1860)
- 1834 - Walter Hermann von Heineke, chirurgo tedesco († 1901)
- 1835 - Aleksandr Ivanovič Morozov, pittore russo († 1904)
- 1836 - Norman Lockyer, scienziato e astronomo britannico († 1920)
- 1836 - Virginie Loveling, scrittrice belga († 1923)
- 1836 - Anna di Prussia, principessa prussiana († 1918)
- 1841 - Giuseppe Cerrano, imprenditore italiano († 1909)
- 1842 - August Thyssen, imprenditore tedesco († 1926)
- 1844 - Julius Wellhausen, storico, orientalista e islamista tedesco († 1918)
- 1845 - Jacint Verdaguer, poeta spagnolo († 1902)
- 1848 - Alberto Bacchi della Lega, bibliografo e scrittore italiano († 1924)
- 1848 - Tony Bandmann, pianista e pittrice tedesca († 1907)
- 1848 - Alberto Riva, ingegnere e imprenditore italiano († 1924)
- 1849 - Frédéric Montenard, pittore francese († 1926)
- 1850 - Francesco Lorenzo Pullè, glottologo, politico e militare italiano († 1934)
- 1850 - Antonio Scontrino, compositore e contrabbassista italiano († 1922)
- 1851 - Victor Bendix, compositore, pianista e direttore d'orchestra danese († 1926)
- 1851 - Aleksander Michałowski, pedagogo, pianista e compositore polacco († 1938)
- 1852 - André Sordet, generale francese († 1923)
- 1854 - Emmanuel Dolivet, scultore francese († 1919)
- 1854 - Carl Schweninger il Giovane, pittore austriaco († 1912)
- 1857 - Mary Devens, fotografa statunitense († 1920)
- 1858 - Mary Adela Blagg, astronoma britannica († 1944)
- 1858 - Augusto Gaudenzi, storico e giurista italiano († 1916)
- 1858 - Kostjantyn Jakovyč Kryžyc'kyj, pittore ucraino († 1911)
- 1860 - Martin Kukučín, scrittore slovacco († 1928)
- 1860 - Agustín Querol, scultore spagnolo († 1909)
- 1860 - Alessandro Vincenzo Siciliano, nobile e imprenditore italiano († 1923)
- 1860 - Edgar Wood, architetto inglese († 1935)
- 1861 - Ferruccio Macola, giornalista e politico italiano († 1910)
- 1861 - Maxime Maufra, pittore, incisore e litografo francese († 1918)
- 1861 - Ulrik Plesner, architetto danese († 1933)
- 1861 - Charles Plumet, architetto, decoratore e ceramista francese († 1928)
- 1863 - Charles Robert Ashbee, architetto, designer e decoratore britannico († 1942)
- 1863 - Gustav Jahn, alpinista, pittore e grafico austriaco († 1919)
- 1864 - Melquíades Álvarez, avvocato e politico spagnolo († 1936)
- 1864 - Andrea Carlotti, diplomatico italiano († 1920)
- 1864 - Louis Richardet, tiratore a segno svizzero († 1923)
- 1864 - Ante Trumbić, politico croato († 1938)
- 1865 - Tito II Ricordi, editore musicale italiano († 1933)
- 1866 - Giuseppe Salvago Raggi, diplomatico italiano († 1946)
- 1866 - Erik Satie, compositore e pianista francese († 1925)
- 1867 - Gabriel Bertrand, chimico e biologo francese († 1962)
- 1867 - Tom Lewis, attore statunitense († 1927)
- 1867 - James Spensley, calciatore, allenatore di calcio e educatore inglese († 1915)
- 1868 - Raffaello Silvestrini, medico italiano († 1959)
- 1869 - Peleo Bacci, critico d'arte italiano († 1950)
- 1869 - Manuel Basulto y Jiménez, vescovo cattolico spagnolo († 1936)
- 1869 - George Powell, golfista statunitense († 1927)
- 1870 - Abdul Rachim Achverdov, scrittore azero († 1933)
- 1870 - Michele D'Aquino, magistrato e politico italiano († 1956)
- 1870 - André Dauchez, pittore, incisore e fotografo francese († 1948)
- 1870 - Erich von Tschischwitz, generale tedesco († 1958)
- 1871 - Frank Hayes, attore statunitense († 1923)
- 1871 - Anna Petrovna Ostroumova-Lebedeva, pittrice e incisore russa († 1955)
- 1872 - Felice Castegnaro, pittore italiano († 1958)
- 1873 - Henri Barbusse, scrittore e giornalista francese († 1935)
- 1873 - Nikolaj Ėrnestovič Bauman, rivoluzionario russo († 1905)
- 1873 - Dorothy Richardson, scrittrice inglese († 1957)
- 1873 - Frederick Hanley Seares, astronomo statunitense († 1964)
- 1874 - Bertha Kalich, attrice ucraina († 1939)
- 1874 - Lillian Leighton, attrice e sceneggiatrice statunitense († 1956)
- 1874 - George Sheldon, tuffatore statunitense († 1907)
- 1874 - Élisabeth Sonrel, pittrice e illustratrice francese († 1953)
- 1874 - Gudō Uchiyama, monaco buddista giapponese († 1911)
- 1875 - Jean Angelo, attore francese († 1933)
- 1875 - Ernst Friedberger, immunologo e igienista tedesco († 1932)
- 1875 - Joel Elias Spingarn, educatore, critico letterario e attivista statunitense († 1939)
- 1876 - Eugène Dévaud, pedagogista svizzero († 1942)
- 1876 - Giovanni Battista Milani, ingegnere e architetto italiano († 1940)
- 1877 - Candida Mara, cantante italiana († 1927)
- 1878 - Malcolm Cherry, attore britannico († 1925)
- 1878 - Edwin Mills, tiratore di fune britannico († 1946)
- 1878 - Conway Tearle, attore statunitense († 1938)
- 1879 - Ernesto Eugenio Filippi, arcivescovo cattolico italiano († 1951)
- 1880 - Gaetano De Cicco, vescovo cattolico italiano († 1962)
- 1880 - Gustav Hedenvind-Eriksson, scrittore svedese († 1967)
- 1880 - Leslie McPherson, lunghista e ostacolista australiano († 1941)
- 1880 - Frank Stenton, storico britannico († 1967)
- 1881 - Jur Hronec, matematico e pedagogista slovacco († 1959)
- 1882 - Alfred de Pischof, ingegnere e aviatore austriaco († 1922)
- 1882 - Luigi Succi e Maria Pini, italiano († 1945)
- 1883 - Mary Davies Wilburn, britannica († 1987)
- 1884 - Richard Brademann, architetto tedesco († 1965)
- 1884 - Sam McVey, pugile statunitense († 1921)
- 1884 - Sidney Preston Osborn, politico statunitense († 1948)
- 1885 - Gene Gauntier, attrice cinematografica e sceneggiatrice statunitense († 1966)
- 1885 - Zdeněk Richter, calciatore boemo
- 1885 - Maximilian Wancura, calciatore austriaco († 1965)
- 1885 - Frederic Zelnik, regista, attore e produttore cinematografico tedesco († 1950)
- 1886 - Alfonso XIII di Spagna, sovrano spagnolo († 1941)
- 1886 - Franz Paul Glass, grafico, tipografo e illustratore tedesco († 1964)
- 1886 - Alfredo Misuri, politico italiano († 1951)
- 1888 - Luigi Bologna, aviatore e militare italiano († 1921)
- 1888 - Ezio Donatini, politico italiano († 1975)
- 1888 - Anton Durcovici, vescovo cattolico e beato austriaco († 1951)
- 1889 - Dorothy Gibson, attrice, modella e cantante statunitense († 1946)
- 1889 - Marcel Moyse, flautista francese († 1984)
- 1889 - Alfonso Reyes, scrittore, poeta e diplomatico messicano († 1959)
- 1889 - Billy Riley, wrestler britannico († 1977)
- 1890 - Curt Badinski, generale tedesco († 1966)
- 1890 - Samu Fóti, ginnasta ungherese († 1916)
- 1890 - Domenico Gambino, attore, regista e sceneggiatore italiano († 1968)
- 1890 - Libera Trevisani Levi-Civita, matematica italiana († 1973)
- 1891 - Céleste Albaret, francese († 1984)
- 1891 - Alexandra Duff, nobile inglese († 1959)
- 1892 - Jessie Kite, ginnasta britannica († 1958)
- 1892 - Alfonso Orlando, mezzofondista e attore italiano († 1969)
- 1892 - Fazlollah Zahedi, politico e generale iraniano († 1963)
- 1893 - Kurt Diemer, calciatore tedesco († 1953)
- 1893 - Emil Hauser, violinista e docente ungherese († 1978)
- 1893 - Pedro Martínez, calciatore e allenatore di calcio argentino
- 1894 - Daniel Bouckaert, cavaliere belga († 1965)
- 1894 - Raymond Brownell, aviatore australiano († 1974)
- 1894 - Jānis Sudrabkalns, scrittore lettone († 1975)
- 1895 - Saul Adler, microbiologo bielorusso († 1966)
- 1895 - Karl Felderer, paroliere italiano († 1989)
- 1895 - Romolo Verde, ciclista su strada italiano († 1974)
- 1896 - Aldo Bruschi, ingegnere italiano († 1969)
- 1896 - Ruth Donnelly, attrice statunitense († 1982)
- 1896 - Gusztáv Kálniczky, schermidore ungherese († 1964)
- 1896 - Oreste Lizzadri, politico e sindacalista italiano († 1976)
- 1897 - Mario Giambelli, sollevatore italiano
- 1897 - Odd Hassel, chimico norvegese († 1981)
- 1897 - Oswald Rothaug, giurista tedesco († 1967)
- 1897 - Malcolm St. Clair, regista, sceneggiatore e produttore cinematografico statunitense († 1952)
- 1897 - Dorothea Thiess, attrice tedesca († 1973)
- 1898 - Carl Hansen, calciatore danese († 1978)
- 1898 - Karl Mauss, generale tedesco († 1959)
- 1899 - Anita Conti, esploratrice e fotografa francese († 1997)
- 1899 - Carmen de Icaza, scrittrice e giornalista spagnola († 1979)
- 1900 - Herberts Cukurs, aviatore, militare e agente segreto lettone († 1965)
- 1900 - Achille Souchard, ciclista su strada francese († 1976)

## XX secolo(899)
- 1901 - Gaudenzio Bono, imprenditore italiano († 1978)
- 1901 - Werner Egk, compositore tedesco († 1983)
- 1902 - Khuang Aphaiwong, politico thailandese († 1968)
- 1902 - Fausto Cleva, direttore d'orchestra italiano († 1971)
- 1902 - Alejandro de los Santos, calciatore argentino († 1982)
- 1902 - Juan Píriz, calciatore uruguaiano († 1946)
- 1902 - Theo Rossi di Montelera, imprenditore, bobbista e dirigente sportivo italiano († 1991)
- 1903 - Cool Papa Bell, giocatore di baseball statunitense († 1991)
- 1904 - Warren B. Duff, sceneggiatore e produttore cinematografico statunitense († 1973)
- 1904 - Jean Gabin, attore francese († 1976)
- 1904 - Charles Hapgood, storico statunitense († 1982)
- 1905 - Jean De Clercq, calciatore e allenatore di calcio belga († 1984)
- 1905 - Miguel M. Delgado, regista e sceneggiatore messicano († 1994)
- 1905 - Giovanni Ferrero, imprenditore italiano († 1957)
- 1905 - John Patrick, drammaturgo e sceneggiatore statunitense († 1995)
- 1905 - Şehzade Mehmed Abid, principe ottomano († 1973)
- 1906 - Philip Brownstein, allenatore di pallacanestro statunitense († 1999)
- 1906 - Horace McMahon, attore statunitense († 1971)
- 1906 - Zinka Milanov, soprano croato († 1989)
- 1907 - Jenő Dsida, poeta e traduttore ungherese († 1938)
- 1907 - Ilona Elek, schermitrice ungherese († 1988)
- 1907 - Álvaro Gestido, calciatore uruguaiano († 1957)
- 1907 - Erik Jansson, ciclista su strada svedese († 1993)
- 1907 - Lajos Korányi, calciatore ungherese († 1981)
- 1907 - Josep Obiols, calciatore spagnolo († 1998)
- 1907 - Gad Tedeschi, giurista italiano († 1992)
- 1908 - Richard Eugene Cheney, compositore di scacchi statunitense († 1967)
- 1908 - Margot Dreschel, militare tedesca († 1945)
- 1908 - Antonio Pesenti, ciclista su strada italiano († 1968)
- 1908 - Frederic Prokosch, scrittore e traduttore statunitense († 1989)
- 1908 - Ralph Wright, sceneggiatore statunitense († 1983)
- 1909 - Giulio Carlo Argan, critico d'arte, storico dell'arte e politico italiano († 1992)
- 1909 - Guillermo Eizaguirre, allenatore di calcio e calciatore spagnolo († 1986)
- 1909 - Enzo Enriques Agnoletti, partigiano e politico italiano († 1986)
- 1909 - Julius Sumner Miller, fisico e personaggio televisivo statunitense († 1987)
- 1909 - Magda Schneider, attrice e soubrette tedesca († 1996)
- 1909 - Karl Schäfer, pattinatore artistico su ghiaccio e nuotatore austriaco († 1976)
- 1909 - Werner Widmayer, calciatore tedesco († 1942)
- 1910 - Enriqueta Harris, storica dell'arte inglese († 2006)
- 1911 - Lisa Fonssagrives, supermodella svedese († 1992)
- 1911 - Alfredo Mayo, attore spagnolo († 1985)
- 1911 - Maggiorino Mongero, calciatore italiano († 1995)
- 1911 - Albéric O'Kelly de Galway, scacchista belga († 1980)
- 1911 - Maureen O'Sullivan, attrice irlandese († 1998)
- 1911 - Ilse Stöbe, giornalista e antifascista tedesca († 1942)
- 1911 - Giovanni Vaccari, politico e insegnante italiano († 2003)
- 1912 - Alec Clunes, attore e direttore teatrale inglese († 1970)
- 1912 - Gaudenzio Dell'Aja, religioso, storico e saggista italiano († 1993)
- 1912 - Marie Déa, attrice francese († 1992)
- 1912 - Clarence Parker, giocatore di football americano e giocatore di baseball statunitense († 2013)
- 1912 - Sándor Végh, compositore, violinista e direttore d'orchestra ungherese († 1997)
- 1912 - Percy M. Young, musicologo, giornalista e organista britannico († 2004)
- 1913 - Waldemar de Brito, calciatore brasiliano († 1979)
- 1913 - Hans Multhopp, ingegnere aeronautico tedesco († 1972)
- 1913 - Hans Ruesch, pilota automobilistico, scrittore e editore svizzero († 2007)
- 1914 - Cyrille Dubois, ciclista su strada belga († 1983)
- 1914 - Bruno Pasut, compositore, direttore di coro e direttore d'orchestra italiano († 2006)
- 1915 - Pietro Mittica, militare italiano († 2003)
- 1915 - Marcel de Quervain, fisico e chimico svizzero († 2007)
- 1916 - Pasquale Buonocore, pallanuotista italiano († 2003)
- 1916 - Rosa Calzecchi Onesti, latinista, grecista e traduttrice italiana († 2011)
- 1916 - Jenő Fock, politico ungherese († 2001)
- 1916 - Stanley Roberts, sceneggiatore statunitense († 1982)
- 1916 - Rocco Zambelli, geologo e paleontologo italiano († 2009)
- 1917 - Dmitrij Ivanovič Maevskij, pittore russo († 1992)
- 1917 - Mahpeyker Hanimsultan, principessa ottomana († 2000)
- 1918 - Bolesław Gładych, militare e aviatore polacco († 2011)
- 1918 - Nino Marinone, filologo classico italiano († 1999)
- 1918 - Birgit Nilsson, soprano svedese († 2005)
- 1918 - Jacqueline Pirenne, archeologa francese († 1990)
- 1919 - Antonio Aguilar, cantautore, attore e produttore cinematografico messicano († 2007)
- 1919 - Raúl Castro Nilson, pallanuotista uruguaiano
- 1919 - Irv Comp, giocatore di football americano statunitense († 1989)
- 1919 - Franco Ferraris, tuffatore italiano
- 1919 - Riccardo Alberto Villa, calciatore italiano
- 1919 - Joseph Weber, fisico e docente statunitense († 2000)
- 1920 - Luigi Cavallo, partigiano e giornalista italiano († 2005)
- 1920 - Norma Cossetto, italiana († 1943)
- 1920 - Lydia Wideman, fondista finlandese († 2019)
- 1921 - Dennis Brain, cornista britannico († 1957)
- 1921 - Bob Merrill, compositore statunitense († 1998)
- 1921 - Moustapha Safouan, scrittore, psicanalista e traduttore egiziano († 2020)
- 1922 - Bruno Mezzacapo, calciatore italiano († 2001)
- 1922 - Jean Rédélé, imprenditore e pilota automobilistico francese († 2007)
- 1923 - Peter Mennin, compositore, docente e manager statunitense († 1983)
- 1923 - Gustavo Minervini, giurista e politico italiano († 2015)
- 1923 - Wolfgang Müller-Wiener, storico dell'architettura e archeologo tedesco († 1991)
- 1923 - Mario Peressin, arcivescovo cattolico italiano († 1999)
- 1923 - Terry Saunders, attrice e cantante statunitense († 2011)
- 1923 - Vanzio Spinelli, antifascista e partigiano italiano († 1944)
- 1924 - Leo Barnhorst, cestista statunitense († 2000)
- 1924 - Roy Bentley, calciatore e allenatore di calcio inglese († 2018)
- 1924 - Jean Erussard, ciclista su strada francese († 2006)
- 1924 - Bill Herman, cestista statunitense († 2010)
- 1924 - Hannes Messemer, attore tedesco († 1991)
- 1924 - Roger Mas, fumettista e illustratore francese († 2010)
- 1924 - Franca Scagnetti, attrice italiana († 1999)
- 1924 - Pasquale Testini, archeologo italiano († 1989)
- 1925 - Idi Amin Dada, politico e generale ugandese († 2003)
- 1925 - Michel de Certeau, gesuita, antropologo e linguista francese († 1986)
- 1925 - Paolo Di Paolo, fotografo italiano († 2023)
- 1925 - Veselin Đuranović, politico montenegrino († 1997)
- 1926 - Giorgio Bellavitis, fumettista italiano († 2009)
- 1926 - Giancarlo Cantelmi, politico italiano († 2023)
- 1926 - María Duval, attrice argentina († 2022)
- 1926 - Karl Lieffen, attore tedesco († 1999)
- 1926 - David Ogilvy, XIII conte di Airlie, nobile scozzese († 2023)
- 1926 - Ján Podolák, etnologo e etnografo slovacco († 2017)
- 1926 - Dimitrij Romanovič Romanov, principe russo († 2016)
- 1926 - Wang Yih-jiun, ex cestista taiwanese
- 1927 - Nyta Dover, attrice svizzera († 1998)
- 1927 - Galliano Rossini, tiratore a volo italiano († 1987)
- 1927 - Luigi Scattini, regista e sceneggiatore italiano († 2010)
- 1927 - Francesco Tagliamonte, politico italiano († 1998)
- 1928 - Gino Colombo, politico, avvocato e dirigente pubblico italiano († 1999)
- 1928 - Francesca Sanvitale, scrittrice e giornalista italiana († 2011)
- 1929 - Jean-Denis Bredin, avvocato e scrittore francese († 2021)
- 1929 - John Davies, nuotatore australiano († 2020)
- 1929 - Francisco Hidalgo, fumettista e fotografo spagnolo († 2009)
- 1929 - John Herbert, attore, regista e produttore cinematografico brasiliano († 2011)
- 1929 - Jill Johnston, attivista e giornalista statunitense († 2010)
- 1929 - Don Laz, astista statunitense († 1996)
- 1929 - George Weinberg, psicologo statunitense († 2017)
- 1929 - Branko Zebec, calciatore e allenatore di calcio jugoslavo († 1988)
- 1930 - Fabiano Fabiani, dirigente d'azienda, dirigente pubblico e giornalista italiano
- 1930 - Alfons Lütke-Westhues, cavaliere tedesco († 2004)
- 1930 - Tony Corinda, illusionista britannico († 2010)
- 1930 - Edmondo Tieghi, attore italiano († 2004)
- 1931 - Stan Albeck, cestista e allenatore di pallacanestro statunitense († 2021)
- 1931 - Marshall Applewhite, religioso statunitense († 1997)
- 1931 - Emil Bildstein, pallanuotista tedesco († 2021)
- 1931 - Rino Bulbarelli, giornalista italiano († 2014)
- 1931 - Mario Di Bartolomei, politico italiano († 2020)
- 1931 - Yves Dreyfus, schermidore francese († 2021)
- 1931 - Emidio Graça, calciatore portoghese († 1992)
- 1931 - Al'fred Kučevskij, hockeista su ghiaccio sovietico († 2000)
- 1931 - Jackie McLean, sassofonista e compositore statunitense († 2006)
- 1931 - Renato Montalbano, attore italiano († 2019)
- 1931 - Francesco Ogliari, storico, museologo e politico italiano († 2009)
- 1931 - Dewey Redman, sassofonista statunitense († 2006)
- 1931 - Peter Schmidt, artista, pittore e insegnante tedesco († 1980)
- 1932 - Emilio Achacoso, ex cestista filippino
- 1932 - Antonio Casale, attore cinematografico italiano († 2017)
- 1932 - Luisa Guidotti Mistrali, medico e missionaria italiana († 1979)
- 1932 - David Izenzon, contrabbassista statunitense († 1979)
- 1932 - Ryszard Pędrak, slittinista polacco († 2004)
- 1932 - Frank Tidy, direttore della fotografia britannico († 2017)
- 1932 - Miloslav Vlk, cardinale e arcivescovo cattolico ceco († 2017)
- 1933 - Elena Gorčakova, giavellottista sovietica († 2002)
- 1933 - Daniel Schinasi, pittore italiano († 2021)
- 1933 - Thérèse Steinmetz, cantante olandese
- 1933 - Jean Vautrin, scrittore, regista e sceneggiatore francese († 2015)
- 1934 - Pierre Clastres, antropologo e etnografo francese († 1977)
- 1934 - Julie Koukalová, ex cestista cecoslovacca
- 1934 - Pierre Laconte, economista e giurista belga
- 1934 - Elena Magoia, attrice e doppiatrice italiana († 2024)
- 1934 - Renata Mauro, cantante, conduttrice televisiva e attrice italiana († 2009)
- 1934 - Pietro Migliaccio, medico, nutrizionista e divulgatore scientifico italiano († 2020)
- 1934 - Earl Morrall, giocatore di football americano statunitense († 2014)
- 1934 - Ronald Wayne, ingegnere statunitense
- 1935 - Mario Alemanno, magistrato e giurista italiano († 2024)
- 1935 - Ryke Geerd Hamer, medico tedesco († 2017)
- 1935 - Oleg Kutuzov, cestista sovietico († 2025)
- 1935 - Dennis Potter, sceneggiatore e giornalista inglese († 1994)
- 1936 - Philippe Boesmans, compositore belga († 2022)
- 1936 - Guy Camberabero, rugbista a 15 francese († 2023)
- 1936 - Lars Gustafsson, scrittore svedese († 2016)
- 1936 - Dennis Hopper, attore e regista statunitense († 2010)
- 1937 - George Abe, fumettista giapponese († 2019)
- 1937 - Hans Brydniak, ex cestista tedesco
- 1937 - Hazel O'Leary, politica e avvocata statunitense
- 1937 - Eva Vanicek, attrice italiana († 2020)
- 1938 - Jason Bernard, attore statunitense († 1996)
- 1938 - Joan Blackman, attrice statunitense
- 1938 - Aquilino Bocos Merino, cardinale e arcivescovo cattolico spagnolo
- 1938 - Paolo Bortoluzzi, ballerino e coreografo italiano († 1993)
- 1938 - Mario Ceroli, scultore e scenografo italiano
- 1938 - Giulio Fiou, politico italiano († 2024)
- 1938 - Piero Gnudi, dirigente d'azienda, dirigente pubblico e banchiere italiano
- 1938 - Pickles Kennedy, cestista e giocatore di baseball statunitense († 2006)
- 1938 - Willem Levelt, linguista olandese
- 1938 - Marcia Freedman, politica e attivista statunitense († 2021)
- 1938 - Carlo Mezzi, ex calciatore italiano
- 1938 - Gianni Minà, giornalista, scrittore e conduttore televisivo italiano († 2023)
- 1938 - Filippo Ottoni, direttore del doppiaggio, dialoghista e sceneggiatore italiano († 2023)
- 1938 - J. Arthur Seebach, matematico statunitense († 1996)
- 1939 - David H. Ahl, editore statunitense
- 1939 - Mario Biondi, scrittore, giornalista e traduttore italiano
- 1939 - Vinicio Facca, calciatore italiano († 2011)
- 1939 - Kerstin Jacobsson, ex sciatrice alpina svedese
- 1939 - Valerij Korolenkov, calciatore sovietico († 2007)
- 1939 - Eddie Magill, allenatore di calcio e ex calciatore nordirlandese
- 1939 - Diego Rafael Padrón Sánchez, cardinale e arcivescovo cattolico venezuelano
- 1939 - Gary Paulsen, scrittore statunitense († 2021)
- 1939 - Emilio Vesce, politico e giornalista italiano († 2001)
- 1940 - Peter Gerety, attore statunitense
- 1940 - Adel Imam, attore e comico egiziano
- 1940 - Alan Kay, informatico statunitense
- 1940 - Gabriella Luccioli, magistrata italiana
- 1940 - Nicola Magrone, politico e magistrato italiano († 2023)
- 1940 - James Terry Steib, vescovo cattolico statunitense
- 1940 - Rolf Greger Strøm, slittinista norvegese († 1994)
- 1940 - Ingrid Wendl, ex pattinatrice artistica su ghiaccio austriaca
- 1941 - Ben Nelson, politico statunitense
- 1941 - José Ufarte, allenatore di calcio e ex calciatore spagnolo
- 1941 - Grace Zabriskie, attrice statunitense
- 1942 - Philippe Gondet, calciatore francese († 2018)
- 1942 - Stefano Levi Della Torre, critico d'arte e saggista italiano
- 1942 - Taj Mahal, musicista statunitense
- 1942 - Remo Ruffini, fisico italiano
- 1942 - Tom Turesson, calciatore e allenatore di calcio svedese († 2004)
- 1942 - Elisabeth Vrba, paleontologa tedesca († 2025)
- 1942 - Nicholas Wade, giornalista britannico
- 1943 - Graham Atkinson, calciatore inglese († 2017)
- 1943 - Joanna Bruzdowicz, compositrice polacca († 2021)
- 1943 - James Davis, imprenditore statunitense
- 1943 - Laurence Gardner, saggista britannico († 2010)
- 1943 - Miguel Ángel Mori, calciatore argentino († 2009)
- 1943 - Yves Mény, docente francese
- 1943 - Mangala Narlikar, matematica indiana († 2023)
- 1943 - Rui Rodrigues, calciatore e allenatore di calcio portoghese († 2024)
- 1943 - Catherine Rousselet, ex schermitrice francese
- 1943 - Tuanku Syed Sirajuddin, sovrano malese
- 1943 - Rahamim Talbi, ex calciatore israeliano
- 1943 - Anny-Charlotte Verney, ex pilota di rally e pilota automobilistica francese
- 1943 - Johnny Warren, allenatore di calcio e calciatore australiano († 2004)
- 1944 - Juan Manuel Alejándrez, calciatore messicano († 2007)
- 1944 - David Kelly, microbiologo e virologo britannico († 2003)
- 1944 - Carlos Rico, cantante argentino
- 1944 - Sigmund Rogich, imprenditore e diplomatico islandese
- 1944 - Jesse Winchester, cantautore e musicista statunitense († 2014)
- 1945 - Paul Chun, attore cinese
- 1945 - Salvatore Grillo, politico italiano
- 1945 - Hal Jeter, ex cestista statunitense
- 1945 - Renate Krößner, attrice tedesca († 2020)
- 1945 - César Maluco, ex calciatore brasiliano
- 1945 - George Miller, politico statunitense
- 1945 - Daniel Odier, scrittore e saggista svizzero
- 1945 - Albert Poli, calciatore italiano († 2008)
- 1945 - Kjell Rannelid, ex cestista svedese
- 1945 - Tony Roche, allenatore di tennis e ex tennista australiano
- 1945 - Dan Stojović, calciatore jugoslavo († 2007)
- 1945 - Ľudovít Zlocha, ex calciatore cecoslovacco
- 1946 - Cobie Buter, nuotatrice olandese
- 1946 - Peter Hinwood, attore britannico
- 1946 - Antonio Lanfranchi, arcivescovo cattolico e abate italiano († 2015)
- 1946 - Udo Lindenberg, cantante, scrittore e pittore tedesco
- 1946 - Tonino Raffa, giornalista italiano
- 1946 - Juan Francisco Riveros, ex calciatore paraguaiano
- 1946 - Pino Scaccia, giornalista, scrittore e blogger italiano († 2020)
- 1946 - Zinaïda Turčyna, ex pallamanista e allenatrice di pallamano ucraina
- 1946 - F. Paul Wilson, scrittore statunitense
- 1947 - Hawa Abdi, medico somala († 2020)
- 1947 - Peter Fregene, calciatore nigeriano († 2024)
- 1947 - Kim Yong-ik, ex judoka nordcoreano
- 1947 - Gianfranco Mantelli, ex tiratore a segno italiano
- 1947 - John A. McDougall, medico e saggista statunitense († 2024)
- 1947 - Vicente Paniagua, ex cestista spagnolo
- 1947 - Olivier Rolin, scrittore francese
- 1948 - Lois Frankel, politica e avvocato statunitense
- 1948 - Joe Hatton, cestista portoricano († 2022)
- 1948 - Waldemar Kozak, ex cestista polacco
- 1948 - Mikko Kozarowitsky, ex pilota automobilistico finlandese
- 1948 - Winfried Kretschmann, politico tedesco
- 1948 - Horst Köppel, allenatore di calcio e ex calciatore tedesco
- 1948 - Elena Andreevna Švarc, poetessa russa († 2010)
- 1949 - Bill Bruford, batterista britannico
- 1949 - Francesca Calvo, politica italiana († 2003)
- 1949 - Jennifer Fish, ex pattinatrice di velocità su ghiaccio statunitense
- 1949 - Lorenza Foschini, giornalista e scrittrice italiana
- 1949 - Claudio Garzelli, dirigente sportivo e ex calciatore italiano
- 1949 - Martina Grunert, ex nuotatrice tedesca
- 1949 - Dave Hebner, statunitense († 2022)
- 1949 - Earl Hebner, statunitense
- 1949 - Andrew Latimer, chitarrista, flautista e compositore britannico
- 1949 - Vidmer Mercatali, politico italiano
- 1949 - Manny Paner, ex cestista filippino
- 1949 - Nurit Peled-Elhanan, filologa e traduttrice israeliana
- 1950 - Howard Ashman, paroliere, librettista e regista teatrale statunitense († 1991)
- 1950 - Konstantin Bogino, pianista russo
- 1950 - Janez Drnovšek, politico sloveno († 2008)
- 1950 - Wendy Gilchrist, ex tennista australiana
- 1950 - Amerigo Iannacone, scrittore, poeta e esperantista italiano († 2017)
- 1950 - Alan Johnson, politico britannico
- 1950 - Valerija Novodvorskaja, scrittrice e giornalista russa († 2014)
- 1950 - Massimo Sacchi, ex nuotatore italiano
- 1950 - Patricia Soltysik, terrorista e criminale statunitense († 1974)
- 1951 - Mauro Di Francesco, attore e cabarettista italiano
- 1951 - Zsuzsanna Jakab, dirigente pubblico ungherese
- 1951 - Ivan Katalinić, allenatore di calcio e ex calciatore croato
- 1951 - Emmanuel Okala, ex calciatore nigeriano
- 1952 - Belkis Akkale, cantautrice turca
- 1952 - Victor Boștinaru, politico rumeno
- 1952 - Alberto Cairo, fisioterapista e scrittore italiano
- 1952 - Julian Holland, ex calciatore maltese
- 1952 - Jorge Olguín, allenatore di calcio e ex calciatore argentino
- 1952 - Ernesto Pilotti, ex pallavolista italiano
- 1952 - Nicole Puzzi, attrice, scrittrice e conduttrice televisiva brasiliana
- 1952 - Daniel Rivera, pianista argentino
- 1952 - Norv Turner, allenatore di football americano statunitense
- 1953 - Gérard Krawczyk, regista francese
- 1953 - Michele Mezza, giornalista e saggista italiano
- 1953 - Luca Prodan, cantautore italiano († 1987)
- 1953 - Yōko Shimada, attrice giapponese († 2022)
- 1953 - Jerzy Stanuch, canoista polacco
- 1953 - Qasym-Jomart Toqaev, politico e diplomatico kazako
- 1954 - Rafael Agudelo, ex calciatore colombiano
- 1954 - Jean-Marie Bigard, attore e umorista francese
- 1954 - Ljubčo Djakov, ex tiratore a segno bulgaro
- 1954 - Francesco Frigeri, scenografo italiano
- 1954 - Patsy Reddy, avvocata e imprenditrice neozelandese
- 1954 - William Mang, attore austriaco
- 1954 - Álvaro Muñoz, ex calciatore colombiano
- 1954 - Angelo Maria Perrino, giornalista e opinionista italiano
- 1954 - Lorenzo Ria, politico italiano
- 1954 - David Zippel, paroliere statunitense
- 1955 - Vasco Errani, politico italiano
- 1955 - Pasquale Galasso, mafioso e collaboratore di giustizia italiano
- 1955 - Czesław Lang, ex ciclista su strada e pistard polacco
- 1955 - Marcel Madila Basanguka, arcivescovo cattolico della Repubblica Democratica del Congo
- 1955 - Francesco Nuti, attore, regista e sceneggiatore italiano († 2023)
- 1955 - Bill Paxton, attore, regista e produttore cinematografico statunitense († 2017)
- 1955 - David Schneider, ex tennista sudafricano
- 1955 - Branko Skroče, ex cestista jugoslavo
- 1956 - Marco Steiner, scrittore italiano
- 1956 - Mieczysław Młynarski, cestista e allenatore di pallacanestro polacco († 2025)
- 1956 - Annise Parker, imprenditrice e politica statunitense
- 1956 - Fernando Quirarte, allenatore di calcio e ex calciatore messicano
- 1956 - Bob Saget, attore, conduttore televisivo e comico statunitense († 2022)
- 1956 - Lee Shelley, ex schermidore statunitense
- 1956 - Dave Sim, fumettista canadese
- 1956 - Mark Smith, ex schermidore statunitense
- 1956 - Sugar Ray Leonard, ex pugile statunitense
- 1956 - Tino Tracanna, sassofonista e musicista italiano
- 1957 - Winford Boynes, ex cestista statunitense
- 1957 - Marco Caselli Nirmal, fotografo italiano
- 1957 - Miguel Falero, allenatore di calcio e ex calciatore uruguaiano
- 1957 - Wilfried Hannes, allenatore di calcio e ex calciatore tedesco
- 1957 - Cynthia Harvey, ex ballerina, coreografa e direttrice artistica statunitense
- 1957 - Peter Høeg, scrittore danese
- 1957 - Whip Hubley, attore statunitense
- 1957 - Aleksej Markovskij, ex nuotatore sovietico
- 1957 - Anthony Reid, pilota automobilistico britannico
- 1957 - Linda Mottram, ex tennista britannica
- 1958 - Antonio Aiazzi, tastierista italiano
- 1958 - Ivor Bolton, direttore d'orchestra e clavicembalista britannico
- 1958 - Paul Di'Anno, cantante britannico († 2024)
- 1958 - Zintis Ėkmanis, ex bobbista lettone
- 1958 - José Luis Lopes Costa e Silva, allenatore di calcio e ex calciatore portoghese
- 1958 - Juan Martínez, ex discobolo cubano
- 1958 - Claude Schnell, tastierista statunitense
- 1958 - Richard Theiner, politico italiano
- 1958 - Paul Whitehouse, attore e comico britannico
- 1959 - Vittorio Gallese, neuroscienziato italiano
- 1959 - Vydas Gedvilas, allenatore di pallacanestro e dirigente sportivo lituano
- 1959 - Maria Grazia Laganà, politica italiana
- 1959 - Elena Ledda, cantautrice italiana
- 1959 - Roberto Sciacca, politico italiano
- 1959 - Fatmir Xhafaj, politico albanese
- 1960 - Massimo Bernardi, allenatore di pallacanestro italiano
- 1960 - Marika Domanski-Lyfors, allenatrice di calcio e ex calciatrice svedese
- 1960 - Simon Fuller, produttore discografico e produttore televisivo britannico
- 1960 - Brad Leaf, ex cestista statunitense
- 1960 - Gianna Martorella, imitatrice e attrice italiana
- 1960 - Pedro Pasculli, allenatore di calcio e ex calciatore argentino
- 1960 - Enrico Stinchelli, conduttore radiofonico e regista teatrale italiano
- 1960 - Makoto Sugiyama, ex calciatore giapponese
- 1961 - Trish Cockrem, ex cestista australiana
- 1961 - Bryan Elsley, sceneggiatore e produttore televisivo scozzese
- 1961 - Corey Johnson, attore statunitense
- 1961 - Enya, musicista e cantante irlandese
- 1961 - Leoš Svárovský, flautista e direttore d'orchestra ceco
- 1961 - Bruce Thomas, attore statunitense
- 1962 - Craig Ferguson, conduttore televisivo, scrittore e attore scozzese
- 1962 - Jouni Grönman, ex sollevatore finlandese
- 1962 - Robert Iwaszkiewicz, politico polacco
- 1962 - Alan Johnston, giornalista britannico
- 1962 - Ferenc Krausz, fisico ungherese
- 1962 - Luca Monti, allenatore di pallavolo italiano
- 1962 - Kim Mulkey, ex cestista e allenatrice di pallacanestro statunitense
- 1962 - Arturo Peniche, attore messicano
- 1962 - Rosalind Picard, imprenditrice e informatica statunitense
- 1962 - Roberto Quaglia, scrittore e critico letterario italiano
- 1962 - Paskalis Bruno Syukur, vescovo cattolico indonesiano
- 1962 - Aglaja Veteranyi, scrittrice romena († 2002)
- 1962 - Aleksandr Čaev, ex nuotatore sovietico
- 1963 - Luca Cadalora, pilota motociclistico italiano
- 1963 - Oscar De Pellegrin, arciere, tiratore a segno e politico italiano
- 1963 - Dawn Dunlap, attrice statunitense
- 1963 - Bengt Gustafsson, ex pallavolista e ex giocatore di beach volley svedese
- 1963 - Kim Yeong-hui, cestista sudcoreana († 2023)
- 1963 - Takashi Kobayashi, ex lottatore giapponese
- 1963 - Jon Koncak, ex cestista statunitense
- 1963 - Jorge Lozano, ex tennista messicano
- 1963 - Page McConnell, tastierista statunitense
- 1963 - Buzz Peterson, dirigente sportivo, allenatore di pallacanestro e ex cestista statunitense
- 1963 - Toninho Carlos, ex calciatore brasiliano
- 1963 - Maurizio Zanini, direttore d'orchestra e pianista italiano
- 1964 - Garbiñe Abasolo, modella spagnola
- 1964 - Francesco Abate, scrittore e giornalista italiano
- 1964 - Stratos Apostolakīs, allenatore di calcio e ex calciatore greco
- 1964 - Nancy Benoit, wrestler e modella statunitense († 2007)
- 1964 - David Eigenberg, attore statunitense
- 1964 - Russell Gilbrook, batterista britannico
- 1964 - Gabriele Gnani, pilota motociclistico italiano
- 1964 - Alfons Groenendijk, allenatore di calcio e ex calciatore olandese
- 1964 - Menno Oosting, tennista olandese († 1999)
- 1964 - Dave Popson, ex cestista statunitense
- 1964 - Fumihiko Sori, regista, produttore cinematografico e effettista giapponese
- 1964 - Angelo Tosi, ex ciclista su strada e ciclocrossista italiano
- 1965 - Massimo Crippa, dirigente sportivo e ex calciatore italiano
- 1965 - Lino D'Angiò, attore, comico e imitatore italiano
- 1965 - Corrado Guzzanti, autore televisivo, comico e imitatore italiano
- 1965 - Kim Jae-yup, ex judoka sudcoreano
- 1965 - Claudia Koll, attrice italiana
- 1965 - Pat O'Brien, chitarrista statunitense
- 1965 - Wolfgang Peschorn, politico austriaco
- 1965 - Trent Reznor, cantautore, polistrumentista e compositore statunitense
- 1965 - Paige Turco, attrice statunitense
- 1965 - Toru Yoshida, ex calciatore giapponese
- 1966 - Magnus Andersson, ex pallamanista e allenatore di pallamano svedese
- 1966 - Marco Cornini, scultore italiano
- 1966 - José Francisco González González, arcivescovo cattolico messicano
- 1966 - Hill Harper, attore statunitense
- 1966 - Qusayy Saddam Hussein, politico e militare iracheno († 2003)
- 1966 - Ibrahim Kamara, allenatore di calcio ivoriano
- 1966 - Mark Kratzmann, ex tennista australiano
- 1966 - Henrik Larsen, allenatore di calcio e ex calciatore danese
- 1966 - Danny Manning, allenatore di pallacanestro e ex cestista statunitense
- 1966 - Umberto Marroni, politico italiano
- 1966 - Vasilīs Palaiokōstas, criminale greco
- 1966 - Gilles Quénéhervé, ex velocista francese
- 1966 - Alberto Rossi, attore italiano
- 1966 - Fabio Triboli, ex paraciclista italiano
- 1966 - Stefano Zoff, ex pugile italiano
- 1967 - Joseph Acaba, astronauta statunitense
- 1967 - Luca Ansaloni, ex cestista e allenatore di pallacanestro italiano
- 1967 - Cameron Bancroft, attore canadese
- 1967 - Radostina Dimitrova, ex cestista bulgara
- 1967 - Mnacakan Iskandarjan, ex lottatore russo
- 1967 - Mohamed Nasheed, politico maldiviano
- 1967 - Marietta Tabangin-Magno, ex mezzofondista filippina
- 1967 - Andrea Vento, saggista e giornalista italiano
- 1967 - Damian Woetzel, ex ballerino statunitense
- 1968 - Dave Abbruzzese, batterista statunitense
- 1968 - Philippe Benetton, ex rugbista a 15 e allenatore di rugby a 15 francese
- 1968 - Tim Grunhard, ex giocatore di football americano statunitense
- 1968 - Elisabetta Gualmini, politica e politologa italiana
- 1968 - George Kołodziej, vescovo cattolico polacco
- 1968 - Evgenija Manjukova, allenatrice di tennis e ex tennista russa
- 1968 - Walter Mirabelli, ex calciatore italiano
- 1968 - Michael Polite, ex cestista statunitense
- 1968 - John Paul Tremblay, attore, sceneggiatore e comico canadese
- 1969 - Ryan Anthony, trombettista statunitense († 2020)
- 1969 - Frances Callier, attrice statunitense
- 1969 - José Chamot, dirigente sportivo, allenatore di calcio e ex calciatore argentino
- 1969 - Tabatha Coffey, personaggio televisivo australiana
- 1969 - Kirstin Daly, ex cestista e allenatrice di pallacanestro neozelandese
- 1969 - Alan Doyle, cantante e attore canadese
- 1969 - Wolfgang Erharter, allenatore di sci alpino e ex sciatore alpino austriaco
- 1969 - Craig Erickson, ex giocatore di football americano statunitense
- 1969 - Keith Hill, allenatore di calcio e ex calciatore inglese
- 1969 - Maya Kidowaki, ex tennista giapponese
- 1969 - Joan Llaneras, ex pistard e ciclista su strada spagnolo
- 1969 - Attilio Pignotti, pilota motociclistico italiano
- 1969 - Roger Pramotton, ex sciatore alpino e sciatore freestyle italiano
- 1969 - Song Gyeong-won, ex cestista sudcoreana
- 1969 - Steve Young, politico e ex hockeista su ghiaccio canadese
- 1970 - Anžalika Ahurbaš, cantante bielorussa
- 1970 - Daniela Calò, doppiatrice e attrice italiana
- 1970 - Stefania Croce, golfista italiana
- 1970 - Dalila Bulcão Mello, ex cestista brasiliana
- 1970 - Hubert Davis, ex cestista e allenatore di pallacanestro statunitense
- 1970 - Derrick Deese, ex giocatore di football americano statunitense
- 1970 - Matt Eberflus, allenatore di football americano statunitense
- 1970 - Renzo Furlan, allenatore di tennis e ex tennista italiano
- 1970 - Jason Gray-Stanford, attore e doppiatore canadese
- 1970 - John Karelse, allenatore di calcio e ex calciatore olandese
- 1970 - Kim Jong-shin, ex lottatore sudcoreano
- 1970 - Jordan Knight, cantautore e personaggio televisivo statunitense
- 1970 - Matt Lindland, artista marziale misto e lottatore statunitense
- 1970 - Ivan Moretto, allenatore di calcio e ex calciatore italiano
- 1970 - Todd Mundt, ex cestista statunitense
- 1970 - Ýewgeniý Naboýçenko, ex calciatore turkmeno
- 1970 - Alessandro Quarta, doppiatore e direttore del doppiaggio italiano
- 1970 - Chris Smith, ex cestista statunitense
- 1970 - Fadwa Suleiman, attrice e attivista siriana († 2017)
- 1970 - Hisham Tawfiq, attore statunitense
- 1970 - Giovanna Trillini, maestra di scherma e ex schermitrice italiana
- 1971 - Massimo Borgobello, ex calciatore italiano
- 1971 - Mark Connors, ex rugbista a 15 australiano
- 1971 - Ihor Matvijenko, ex velista ucraino
- 1971 - Michail Michajlov, ex cestista e allenatore di pallacanestro russo
- 1971 - Gina Raimondo, politica statunitense
- 1971 - Francesca Serafini, scrittrice e sceneggiatrice italiana
- 1971 - Patrizia Tisi, ex mezzofondista italiana
- 1971 - Antonio Tuzza, musicista, compositore e produttore discografico italiano
- 1971 - Máxima Zorreguieta, regina argentina
- 1972 - Adriano Cario, politico italiano
- 1972 - Lucy Frazer, politica e avvocata britannica
- 1972 - Gopakumar R, artista indiano
- 1972 - Barry Hayles, ex calciatore giamaicano
- 1972 - Adrián Lozano, ex calciatore boliviano
- 1972 - Tomas Olsson, ex calciatore svedese
- 1972 - Elena Pampoulova, tennista bulgara († 2023)
- 1972 - Ergün Penbe, allenatore di calcio e ex calciatore turco
- 1972 - Roc Raida, disc jockey e beatmaker statunitense († 2009)
- 1972 - Vadim Vasilyev, ex calciatore azero
- 1972 - Olga Voženílková, pentatleta ceca
- 1973 - Sasha Alexander, attrice e regista televisiva statunitense
- 1973 - Natalie Brown, attrice e modella canadese
- 1973 - Petr Gabriel, ex calciatore ceco
- 1973 - Josh Homme, cantante, chitarrista e batterista statunitense
- 1973 - Mario Ledesma, ex rugbista a 15 e allenatore di rugby a 15 argentino
- 1973 - Veronica Mazza, attrice italiana
- 1973 - Matthew McGrory, attore statunitense († 2005)
- 1973 - Eros Puglielli, regista italiano
- 1973 - Are Torpe, ex sciatore alpino norvegese
- 1974 - Niccolò Agliardi, cantautore e compositore italiano
- 1974 - Hana Cerna, ex nuotatrice ceca
- 1974 - Andrea Corr, cantautrice, flautista e compositrice irlandese
- 1974 - Fabrice Gobert, regista e sceneggiatore francese
- 1974 - Jakub Horak, ex hockeista su ghiaccio svizzero
- 1974 - Eddie Lewis, ex calciatore statunitense
- 1974 - Vincenzo Palumbo, ex calciatore tedesco
- 1974 - Sendhil Ramamurthy, attore statunitense
- 1974 - Tamara Rojo, ex ballerina, direttrice artistica e coreografa spagnola
- 1974 - Elena Somarè, fotografa e musicista italiana
- 1974 - Damiano Tommasi, politico, dirigente sportivo e ex calciatore italiano
- 1974 - William Yiampoy, ex mezzofondista keniota
- 1975 - Ilan Bakhar, ex calciatore israeliano
- 1975 - Andrea Carli, attore italiano
- 1975 - Reggie Freeman, ex cestista statunitense
- 1975 - Cheick Kongo, artista marziale misto francese
- 1975 - Mario Kovačević, allenatore di calcio e ex calciatore croato
- 1975 - Marcelinho Paraíba, allenatore di calcio e ex calciatore brasiliano
- 1975 - Antonio Rotelli, giurista e attivista italiano
- 1975 - Tony Sylva, ex calciatore senegalese
- 1975 - Laura Voutilainen, cantante finlandese
- 1975 - Alex Wright, ex wrestler tedesco
- 1976 - Rochelle Aytes, attrice statunitense
- 1976 - Kamil Brabenec, allenatore di hockey su ghiaccio e ex hockeista su ghiaccio ceco
- 1976 - Kandi Burruss, cantautrice statunitense
- 1976 - Guillem Cabestany, ex hockeista su pista e allenatore di hockey su pista spagnolo
- 1976 - Andrea Fabiano, dirigente d'azienda italiano
- 1976 - Mariano Juan, ex calciatore argentino
- 1976 - Daniel Komen, ex mezzofondista keniota
- 1976 - Mayte Martínez, mezzofondista spagnola
- 1976 - Arsen Melikyan, ex sollevatore armeno
- 1976 - Magdalena Sędziak, pentatleta polacca
- 1976 - Stanko Svitlica, ex calciatore serbo
- 1976 - Kirsten Vlieghuis, ex nuotatrice olandese
- 1976 - Leehom Wang, attore, cantautore e produttore discografico statunitense
- 1976 - Yasmin Warsame, modella somala
- 1977 - Zsolt Gáspár, ex nuotatore ungherese
- 1977 - Eng Hian, ex giocatore di badminton indonesiano
- 1977 - India, ex attrice pornografica e cantante statunitense
- 1977 - Daniele Maggioli, cantautore italiano
- 1977 - Kentarō Minagawa, ex sciatore alpino giapponese
- 1977 - Giacomo Paniccia, ex calciatore italiano
- 1977 - Stephen Payton, ex atleta paralimpico britannico
- 1977 - Pablo Prigioni, allenatore di pallacanestro e ex cestista argentino
- 1977 - Anders Södergren, fondista svedese
- 1977 - Juan Velasco Damas, allenatore di calcio e ex calciatore spagnolo
- 1977 - Flavia Vento, showgirl e ex modella italiana
- 1977 - Jaguar Wright, cantante statunitense
- 1978 - Christian Berg, ex calciatore norvegese
- 1978 - Lisa Brennan-Jobs, scrittrice statunitense
- 1978 - Christian Callejas, ex calciatore uruguaiano
- 1978 - Alexander Forsberg, ex calciatore norvegese
- 1978 - Kat Foster, attrice statunitense
- 1978 - Prosper Karangwa, ex cestista e dirigente sportivo burundese
- 1978 - Paddy Kenny, allenatore di calcio e ex calciatore irlandese
- 1978 - Moreno Merenda, allenatore di calcio e ex calciatore svizzero
- 1978 - Ľubomír Mick, ex slittinista slovacco
- 1978 - Jenny Owens, ex sciatrice alpina e sciatrice freestyle australiana
- 1978 - Gaia Straccamore, ballerina italiana
- 1978 - Toyotarō, fumettista giapponese
- 1978 - Norihiro Yamagishi, calciatore giapponese
- 1979 - Alex Brown, rugbista a 15 britannico
- 1979 - Ernest Brown, ex cestista statunitense
- 1979 - Giovanni Luca Cannata, politico italiano
- 1979 - Ayda Field, attrice statunitense
- 1979 - David Jarolím, ex calciatore ceco
- 1979 - Bianca Mayer, cantante, musicista e pianista svizzera
- 1979 - Wayne Thomas, ex calciatore inglese
- 1979 - Lyne Renée, attrice belga
- 1979 - Jimmie Åkesson, politico svedese
- 1980 - Juan Arango, ex calciatore venezuelano
- 1980 - Jerome Beasley, ex cestista statunitense
- 1980 - Joe Bizera, ex calciatore uruguaiano
- 1980 - Michał Jeliński, canottiere polacco
- 1980 - Fredrik Kessiakoff, ex ciclista su strada, mountain biker e ciclocrossista svedese
- 1980 - Adam Korol, canottiere e politico polacco
- 1980 - Ilion Lika, ex calciatore albanese
- 1980 - Oleksandr Oleksandrovyč Moïsejenko, scacchista ucraino
- 1980 - Alistair Overeem, artista marziale misto e kickboxer olandese
- 1980 - Stéphane Robert, ex tennista e allenatore di tennis francese
- 1980 - Ariën van Weesenbeek, batterista e cantante olandese
- 1981 - Giuseppe Abruzzese, ex calciatore italiano
- 1981 - Beñat Albizuri, ex ciclista su strada spagnolo
- 1981 - Emanuele Berrettoni, ex calciatore italiano
- 1981 - Juan José Bezares, allenatore di calcio e ex calciatore spagnolo
- 1981 - Roxana Díaz, velocista cubana
- 1981 - Vladan Grujić, ex calciatore bosniaco
- 1981 - Cosma Shiva Hagen, attrice e doppiatrice tedesca
- 1981 - Dea Klein-Šumanovac, ex cestista croata
- 1981 - Shiri Maimon, cantante e attrice israeliana
- 1981 - Domenico Marocchi, giornalista e conduttore televisivo italiano
- 1981 - Drew Nicholas, ex cestista statunitense
- 1981 - Leon Osman, ex calciatore inglese
- 1981 - Odair Santos, atleta paralimpico brasiliano
- 1981 - Mohamed Saqr, ex calciatore qatariota
- 1981 - Davide Silvestri, attore italiano
- 1981 - Chris Skidmore, storico e politico britannico
- 1981 - Tobias Solberg, allenatore di calcio e ex calciatore svedese
- 1981 - Julija Soldatova, ex pattinatrice artistica su ghiaccio russa
- 1981 - Giannīs Taralidīs, ex calciatore greco
- 1981 - Elnur Zamanov, giocatore di calcio a 5 azero
- 1982 - Thony, cantautrice e attrice italiana
- 1982 - Matt Cassel, ex giocatore di football americano statunitense
- 1982 - Abdessamad Chahiri, ex calciatore marocchino
- 1982 - Clarence Goodson, ex calciatore statunitense
- 1982 - Dan Hardy, artista marziale misto britannico
- 1982 - Giuseppe Ingrosso, dirigente sportivo e ex calciatore italiano
- 1982 - Adil Kerrouchi, ex calciatore marocchino
- 1982 - Dylan Macallister, ex calciatore australiano
- 1982 - Erin Moore, ex pallavolista e allenatrice di pallavolo statunitense
- 1982 - Reiko Nakamura, ex nuotatrice giapponese
- 1982 - Vjosa Osmani, politica kosovara
- 1982 - Borja Oubiña, ex calciatore spagnolo
- 1982 - Tamas Pádár, schermidore ungherese
- 1982 - Tony Parker, dirigente sportivo e ex cestista francese
- 1982 - Agustín Pelletieri, ex calciatore argentino
- 1982 - Jacopo Ratini, cantautore e scrittore italiano
- 1982 - Chloe Smith, politica inglese
- 1982 - Michal Vondrka, hockeista su ghiaccio ceco
- 1982 - Iwona Węgrowska, cantante polacca
- 1983 - Axel Bellinghausen, ex calciatore tedesco
- 1983 - Channing Frye, ex cestista statunitense
- 1983 - Giannīs Geōrgalīs, allenatore di pallacanestro e ex cestista greco
- 1983 - Nicky Hofs, allenatore di calcio e ex calciatore olandese
- 1983 - Erlend Holm, ex calciatore norvegese
- 1983 - Vitalij Jurčik, pallanuotista russo
- 1983 - Gennadij Kovalëv, pugile russo
- 1983 - Danko Lazović, ex calciatore serbo
- 1983 - Simon Mathew, cantante danese
- 1983 - David Navarro Brugal, ex cestista spagnolo
- 1983 - Suchao Nutnum, calciatore thailandese
- 1983 - Masahiro Okamoto, ex calciatore giapponese
- 1983 - Manuel Olmedo, mezzofondista spagnolo
- 1983 - Amiria Rule, ex rugbista a 15 neozelandese
- 1984 - Jayson Blair, attore statunitense
- 1984 - Christian Bolaños, ex calciatore costaricano
- 1984 - Igor' Denisov, ex calciatore russo
- 1984 - Hisato Izaki, attore giapponese
- 1984 - Yūsuke Izaki, attore giapponese
- 1984 - Andreas Kofler, ex saltatore con gli sci austriaco
- 1984 - Steven Levenson, sceneggiatore, librettista e drammaturgo statunitense
- 1984 - Jonas Müller, ex hockeista su ghiaccio svizzero
- 1984 - Tommy Naurin, ex calciatore svedese
- 1984 - Christine Ohuruogu, velocista britannica
- 1984 - Branimir Poljac, ex calciatore norvegese
- 1984 - Passenger, cantautore britannico
- 1984 - Domenico Valentino, pugile italiano
- 1984 - Lena Waithe, attrice, sceneggiatrice e produttrice televisiva statunitense
- 1984 - Irina Šichman, giornalista russa
- 1985 - Nushrat Bharucha, attrice indiana
- 1985 - Javi Chica, ex calciatore spagnolo
- 1985 - Alain Conte, allenatore di calcio italiano
- 1985 - Miquel Feliu, ex cestista spagnolo
- 1985 - Leonardo Fiaschi, imitatore e cabarettista italiano
- 1985 - Rui Gonçalves, pilota motociclistico portoghese
- 1985 - Teófilo Gutiérrez, calciatore colombiano
- 1985 - Cosmin Hănceanu, schermidore rumeno
- 1985 - Derek Hough, ballerino, coreografo e attore statunitense
- 1985 - Lil' J, attore e rapper statunitense
- 1985 - Sophie McShera, attrice britannica
- 1985 - Diego Menghi, ex calciatore argentino
- 1985 - Christine Nesbitt, pattinatrice di velocità su ghiaccio canadese
- 1985 - Nicole Soulis, ex cestista statunitense
- 1985 - Joan Tomás, ex calciatore spagnolo
- 1985 - Greg Van Avermaet, ex ciclista su strada belga
- 1986 - Marco Cassini, attore e regista italiano
- 1986 - Yoann Djidonou, calciatore beninese
- 1986 - Andrea Esposito, allenatore di calcio e ex calciatore italiano
- 1986 - Amy Gumenick, attrice svedese
- 1986 - Bojan Jokić, ex calciatore sloveno
- 1986 - T.J. Lowther, attore statunitense
- 1986 - Hannah Lux Davis, regista statunitense
- 1986 - Tahj Mowry, attore, ballerino e cantante statunitense
- 1986 - Erin Richards, attrice gallese
- 1986 - Jodie Taylor, ex calciatrice inglese
- 1986 - Oğuzhan Türk, ex calciatore olandese
- 1986 - Marius Činikas, ex calciatore lituano
- 1987 - Ėdhar Aljachnovič, ex calciatore bielorusso
- 1987 - Romy Bär, cestista tedesca
- 1987 - Víctor Bernat, calciatore spagnolo
- 1987 - Edvald Boasson Hagen, ex ciclista su strada norvegese
- 1987 - Darrin Dorsey, cestista statunitense
- 1987 - Jefferson Duque, ex calciatore colombiano
- 1987 - Ersan Gülüm, allenatore di calcio e ex calciatore australiano
- 1987 - Ulrike Gräßler, ex saltatrice con gli sci tedesca
- 1987 - Tibor Heffler, ex calciatore ungherese
- 1987 - Torben Joneleit, ex calciatore tedesco
- 1987 - Thomas Kennedy, cestista statunitense
- 1987 - Ott Lepland, cantante estone
- 1987 - Eisner Loboa, ex calciatore colombiano
- 1987 - Miljana Musović, ex cestista serba
- 1987 - Tyler Plante, allenatore di hockey su ghiaccio e ex hockeista su ghiaccio statunitense
- 1987 - Aleandro Rosi, calciatore italiano
- 1987 - Florian Scheiber, allenatore di sci alpino e ex sciatore alpino austriaco
- 1987 - Diego Emiliano Silva, ex calciatore uruguaiano
- 1987 - Miloš Stojković, pallavolista serbo
- 1987 - Avery Warley, cestista statunitense
- 1987 - Cash Wheeler, wrestler statunitense
- 1988 - Francesco Caria, fantino italiano
- 1988 - Fiammetta Cicogna, conduttrice televisiva, modella e attrice italiana
- 1988 - Gerardo Elías Cortés, ex calciatore cileno
- 1988 - Damien Da Silva, calciatore francese
- 1988 - Frank Feltscher, ex calciatore svizzero
- 1988 - Andreea Huțanu, ex cestista rumena
- 1988 - Kim Jung-ya, ex calciatore sudcoreano
- 1988 - Marius Kipserem, maratoneta keniota
- 1988 - Erik Lesser, ex sciatore nordico tedesco
- 1988 - Jennison Myrie-Williams, ex calciatore inglese
- 1988 - Granddi N'Goyi, ex calciatore francese
- 1988 - Alexis Niz, ex calciatore argentino
- 1988 - Kumiko Ōba, ex cestista giapponese
- 1988 - Marcus Olsson, calciatore svedese
- 1988 - Martin Olsson, calciatore svedese
- 1988 - Marcelo Rangel, calciatore brasiliano
- 1988 - Nikki Reed, attrice statunitense
- 1988 - Son Wan-ho, giocatore di badminton sudcoreano
- 1988 - Bianca Stuart, lunghista bahamense
- 1988 - Nina Tipotsch, ex sciatrice alpina austriaca
- 1988 - Karrueche Tran, attrice e modella statunitense
- 1988 - Kōki Yonekura, calciatore giapponese
- 1989 - Alessandra Barreca, ex calciatrice italiana
- 1989 - Tereza Fajksová, modella ceca
- 1989 - Braydon Hobbs, cestista statunitense
- 1989 - Yuri Kawamura, ex calciatrice giapponese
- 1989 - Ibrahim Koroma, ex calciatore sierraleonese
- 1989 - Alix Lynx, attrice pornografica statunitense
- 1989 - Michel Morganella, ex calciatore svizzero
- 1989 - Mattia Mustacchio, calciatore italiano
- 1989 - Emily Nicosia Vinci, calciatrice italiana
- 1989 - Payam Ghobadi Oughaz, taekwondoka azero
- 1989 - Alexandra Soumm, violinista russa
- 1989 - Janne Turpeenniemi, ex calciatore finlandese
- 1989 - Evgenija Ukolova, giocatrice di beach volley russa
- 1989 - Tessa Virtue, ex danzatrice su ghiaccio canadese
- 1990 - Darío Benedetto, calciatore argentino
- 1990 - Ross Butler, attore singaporiano
- 1990 - Clémence Calvin, mezzofondista e maratoneta francese
- 1990 - Will Clyburn, cestista statunitense
- 1990 - Sonny Colbrelli, ex ciclista su strada italiano
- 1990 - Gianluca Cologna, fondista svizzero
- 1990 - Charlotte Crosby, personaggio televisivo inglese
- 1990 - Alessandro Damen, ex calciatore olandese
- 1990 - Fabian Giefer, calciatore tedesco
- 1990 - Páll Klettskarð, calciatore faroese
- 1990 - Ján Kuciak, giornalista slovacco († 2018)
- 1990 - Jure Pelko, cestista sloveno
- 1990 - Guido Pella, ex tennista argentino
- 1990 - Francesca Petrizzo, scrittrice italiana
- 1990 - Ladislav Prášil, pesista ceco
- 1990 - Leven Rambin, attrice statunitense
- 1990 - Shun'ya Suganuma, calciatore giapponese
- 1991 - Lenka Bartáková, ex cestista ceca
- 1991 - Ashley Bryant, multiplista britannico
- 1991 - Federico Carrizo, calciatore argentino
- 1991 - Jeffrey Christiaens, ex calciatore belga
- 1991 - Federico Domínguez, calciatore argentino
- 1991 - Amanda Dowe, ex cestista statunitense
- 1991 - Gabriel Gallichio, attore argentino
- 1991 - Misha Ge, ex pattinatore artistico su ghiaccio uzbeko
- 1991 - Gina Gerson, attrice pornografica e modella russa
- 1991 - Johanna Konta, ex tennista australiana
- 1991 - Daniel Curtis Lee, attore e rapper statunitense
- 1991 - Matthew Leske, pallavolista statunitense
- 1991 - Iñigo Martínez, calciatore spagnolo
- 1991 - Ángel Martínez Ortega, ex calciatore spagnolo
- 1991 - Moran Mazor, cantante israeliana
- 1991 - Artur Nigmatullin, calciatore russo
- 1991 - Michela Pezzetti, karateka italiana
- 1991 - Tony Effe, rapper italiano
- 1991 - Viktor Svežov, calciatore russo
- 1992 - Rodrigo Cuba, calciatore peruviano
- 1992 - Ben Gamel, giocatore di baseball statunitense
- 1992 - Srećko Lisinac, pallavolista serbo
- 1992 - Terrance Mitchell, giocatore di football americano statunitense
- 1992 - Ryūki Miura, calciatore giapponese
- 1992 - Sagi Muki, judoka israeliano
- 1992 - Cédric Noger, sciatore alpino svizzero
- 1992 - Jarelle Reischel, cestista tedesco
- 1992 - Aljaksandar Sjaljava, calciatore bielorusso
- 1992 - Roger Steen, pesista statunitense
- 1992 - Amro Tarek, calciatore statunitense
- 1992 - Cavid Çələbiyev, pugile azero
- 1993 - Junior Arias, calciatore uruguaiano
- 1993 - GoldLink, rapper e cantautore statunitense
- 1993 - Patricio Garino, cestista argentino
- 1993 - Léo Coelho, calciatore brasiliano
- 1993 - Laura Heyrman, pallavolista belga
- 1993 - Giulia Monaco, calciatrice italiana
- 1993 - Casimir Ninga, calciatore ciadiano
- 1993 - Rhys Patchell, rugbista a 15 britannico
- 1993 - Rafa Silva, calciatore portoghese
- 1993 - Rafael Thyere, calciatore brasiliano
- 1993 - Ocean Wisdom, rapper britannico
- 1993 - Marcos de Paula Dutra, calciatore brasiliano
- 1993 - Koray Şahin, pallavolista turco
- 1994 - Roberto Aguayo, giocatore di football americano statunitense
- 1994 - Morolake Akinosun, velocista statunitense
- 1994 - Alexander Armah, giocatore di football americano statunitense
- 1994 - Anthony Blondell, calciatore venezuelano
- 1994 - Supreme Hannah, cestista statunitense
- 1994 - Odyssey Jones, wrestler statunitense
- 1994 - Markéta Konvičková, cantante ceca
- 1994 - Elettra Lamborghini, cantante, showgirl e conduttrice televisiva italiana
- 1994 - Viktorija Mirošničenko, attrice russa
- 1994 - Eulânio Ângelo Chipela Gomes, calciatore portoghese
- 1994 - Branislav Niňaj, calciatore slovacco
- 1994 - Arthur Henrique, calciatore brasiliano
- 1994 - Henri Piispanen, cantante, doppiatore e conduttore televisivo finlandese
- 1994 - Julie Anne San Jose, cantautrice e attrice filippina
- 1994 - Jason Spriggs, giocatore di football americano statunitense
- 1994 - Devin Thomas, cestista statunitense
- 1994 - Michal Trávník, calciatore ceco
- 1994 - Ahmed Yasser, calciatore qatariota
- 1994 - Marko Živković, calciatore serbo
- 1995 - Jordan Bouah, giocatore di football americano italiano
- 1995 - Hayley Carter, tennista statunitense
- 1995 - Mameli, cantautore italiano
- 1995 - Hannah Dodd, attrice e modella britannica
- 1995 - Eduardo Henrique da Silva, calciatore brasiliano
- 1995 - Austin Ekeler, giocatore di football americano statunitense
- 1995 - Stian Gregersen, calciatore norvegese
- 1995 - Orest Kuzyk, calciatore ucraino
- 1995 - Taylor McKeown, nuotatrice australiana
- 1995 - Dor Peretz, calciatore israeliano
- 1995 - Amanal Petros, mezzofondista tedesco
- 1995 - Salva Ruiz, calciatore spagnolo
- 1995 - Nick Scott, giocatore di football americano statunitense
- 1995 - Dmitrij Strachov, ex ciclista su strada russo
- 1995 - Mattia Variola, bobbista italiano
- 1995 - Nikola Šipčić, calciatore montenegrino
- 1996 - Abbas Abubakar Abbas, velocista bahreinita
- 1996 - Youcef Atal, calciatore algerino
- 1996 - Nicolò Diana, attore italiano
- 1996 - Paul Ferenciac, pallavolista italiano
- 1996 - Tuomas Hirvonen, cestista finlandese
- 1996 - Vukašin Jovanović, calciatore serbo
- 1996 - Regi Lushkja, calciatore albanese
- 1996 - Ryan Ochoa, attore statunitense
- 1996 - Frank Ragnow, ex giocatore di football americano statunitense
- 1996 - Anna-Maria Wagner, judoka tedesca
- 1997 - Daniel Asenov, pugile bulgaro
- 1997 - Malcom Braida, calciatore argentino
- 1997 - Alessio Castro-Montes, calciatore belga
- 1997 - Andrea Favilli, calciatore italiano
- 1997 - Clelin Ferrell, giocatore di football americano statunitense
- 1997 - Emanuele Fiume, canottiere italiano
- 1997 - Leonardo Flores, calciatore argentino
- 1997 - Marco Krainz, calciatore austriaco
- 1997 - Givi Mach'arashvili, lottatore georgiano
- 1997 - Tommy Paul, tennista statunitense
- 1997 - Julija Pleškova, sciatrice alpina russa
- 1998 - Niccolò Cannone, rugbista a 15 italiano
- 1998 - Childe Dundão, cestista angolano
- 1998 - Terrance Ferguson, cestista statunitense
- 1998 - Giordano Finoro, hockeista su ghiaccio canadese
- 1998 - Patricia Guijarro, calciatrice spagnola
- 1998 - Damian Michalski, calciatore polacco
- 1998 - Christopher O'Donnell, velocista irlandese
- 1998 - Léna Quintin, fondista francese
- 1999 - Hamad Al-Yami, calciatore saudita
- 1999 - Gabriel Charpentier, calciatore della Repubblica del Congo
- 1999 - Renat Dadaşov, calciatore azero
- 1999 - Daiki Hashioka, calciatore giapponese
- 1999 - David Mobärg, sciatore freestyle svedese
- 1999 - Qin Haiyang, nuotatore cinese
- 1999 - Sam Rogers, calciatore statunitense
- 1999 - Joel Serrano, calciatore portoricano
- 1999 - Jedrick Wills, giocatore di football americano statunitense
- 2000 - Edmund Addo, calciatore ghanese
- 2000 - Minna Atherton, nuotatrice australiana
- 2000 - Raoul Bellanova, calciatore italiano
- 2000 - Jamie Casselman, sciatore alpino canadese
- 2000 - Nia Clouden, cestista statunitense
- 2000 - Andrea Colleluori, ex pallamanista e allenatore di pallamano italiano
- 2000 - Matěj Kovář, calciatore ceco
- 2000 - Kevin Krygård, calciatore norvegese
- 2000 - Hermenegildo Leite, velocista angolano
- 2000 - Jordi Liongola, calciatore burundese
- 2000 - Maxime Renaux, pilota motociclistico francese
- 2000 - Mia Rodgers, attrice britannica
- 2000 - Guille Rosas, calciatore spagnolo

## XXI secolo(30)
- 2001 - Max Anderson, calciatore scozzese
- 2001 - Benedict Hollerbach, calciatore tedesco
- 2001 - Manu Koné, calciatore francese
- 2001 - AJ Mitchell, cantautore e musicista statunitense
- 2001 - Dīmītrīs Mouchlias, pallavolista greco
- 2001 - Lawrence Nicholas, calciatore nigeriano
- 2001 - Gabriel Segal, calciatore statunitense
- 2001 - Anna Shackley, ex ciclista su strada e ex pistard britannica
- 2002 - Theo Corbeanu, calciatore canadese
- 2002 - Matheus Donelli, calciatore brasiliano
- 2002 - Sean Dylan Kelly, pilota motociclistico statunitense
- 2002 - Léon Marchand, nuotatore francese
- 2002 - Simba La Rue, rapper tunisino
- 2002 - Marcelo Saraiva, calciatore guatemalteco
- 2002 - Samson Tijani, calciatore nigeriano
- 2002 - Bruno Zapelli, calciatore argentino
- 2002 - Eduardo Águila, calciatore messicano
- 2003 - Keon Coleman, giocatore di football americano statunitense
- 2003 - Andy Diouf, calciatore francese
- 2003 - Isaac Tshibangu, calciatore congolese (Repubblica Democratica del Congo)
- 2004 - Yan Phillipe, calciatore brasiliano
- 2005 - Gregorio Bertocco, pilota automobilistico italiano
- 2005 - Miodrag Pivaš, calciatore serbo
- 2005 - Valentina Savva, martellista cipriota
- 2006 - Jeanne Clair, nuotatrice artistica francese
- 2006 - Senny Mayulu, calciatore francese
- 2006 - Mia Ristić, tennista serba
- 2006 - Oscar Schwartau, calciatore danese
- 2007 - Aya Mazor, nuotatrice artistica israeliana
- 2007 - Shani Sharaizin, nuotatrice artistica israeliana

## Senza anno specificato(1)
- Yu Tsai, fotografo e direttore artistico statunitense